# Roydon (South Norfolk)
Roydon – wieś w Anglii, w hrabstwie Norfolk, w dystrykcie South Norfolk. Leży 32 km na południowy zachód od Norwich i 128 km na północny wschód od Londynu. Miejscowość liczy 2358 mieszkańców.